# 511 (szám)
Az 511 (római számmal: DXI) egy természetes szám, félprím, a 7 és a 73 szorzata.

## A szám a matematikában
A tízes számrendszerbeli 511-es a kettes számrendszerben 111111111, a nyolcas számrendszerben 777, a tizenhatos számrendszerben 1FF alakban írható fel.
Az 511 páratlan szám, összetett szám, azon belül félprím, kanonikus alakban a 71 · 731 szorzattal, normálalakban az 5,11 · 102 szorzattal írható fel. Négy osztója van a természetes számok halmazán, ezek növekvő sorrendben: 1, 7, 73 és 511.
Az 511 az első szám, ami minden nála kisebb számnál több, 34 különböző szám valódiosztó-összegeként áll elő, ezért erősen érinthető szám. (A238895 sorozat az OEIS-ben)
Az 511 négyzete 261 121, köbe 133 432 831, négyzetgyöke 22,60531, köbgyöke 7,99479, reciproka 0,0019569. Az 511 egység sugarú kör kerülete 3210,70769 egység, területe 820 335,81530 területegység; az 511 egység sugarú gömb térfogata 558 922 135,5 térfogategység.